# El Maâgoula
El Maâgoula (àrab: المعقولة, al-Maʿgūla) és un poble del Nord-oest de Tunísia, situat uns quilòmetres al sud de Béja, dins de la governació homònima. Constitueix una municipalitat que tenia 7.809 habitants el 2014.

## Administració
Forma una municipalitat o baladiyya, amb codi geogràfic 21 12 (ISO 3166-2:TN-12).
Al mateix temps, constitueix un sector o imada, amb codi geogràfic 21 52 53, dins de la delegació o mutamadiyya de Béja Sud (21 52).